# 3-й Хуторской переулок
3-й Хуторско́й переу́лок (до 1922 года — 3-й Ца́рский переу́лок, по другим данным — 4-й Хуторской проезд) — переулок, расположенный в Северном административном округе города Москвы на территории Савёловского района.

## История
Переулок получил своё название по расположению между 1-й и 2-й Хуторскими улицами, которые до 7 июня 1922 года назывались Царский проезд и Царская улица. С этим связана распространившаяся в краевдеческой литературе мнение, что прежнее название переулка — Пе́рвый Ца́рский переу́лок (до 1922 года). Вместе с тем с момента появления этих проездов на картах (начало XX века) названия «Царские переулки» отсутствуют (Царский переулок существовал в другом месте), а данные улицы носят названия «Хуторских проездов» — от 1-го (ныне участок Вятской улицы от пересечения с 1-й Хуторской до 2-й Хуторской) до 5-го (ныне 4-й Хуторской переулок). Таким образом, 3-й Хуторской переулок как минимум до 1926 года (согласно плану из книги «Путеводитель по революционной Москве») назывался 4-м Хуторским проездом.

## Расположение
3-й Хуторской переулок проходит на север от 1-й Хуторской улицы до 2-й Хуторской улицы, ближе к 1-й Хуторской улице переулок имеет изгиб к западу. Нумерация домов начинается от 1-й Хуторской улицы.

## Транспорт

### Наземный транспорт
По 3-му Хуторскому переулку не проходят маршруты наземного общественного транспорта. У северного конца переулка, на 2-й Хуторской улице, расположена остановка «Станция метро „Дмитровская“» автобуса № 727.

### Метро
- Станция метро «Дмитровская» Серпуховско-Тимирязевской линии — восточнее переулка, на Бутырской улице

### Железнодорожный транспорт
- Платформа Дмитровская Рижского направления Московской железной дороги — северо-восточнее переулка, между 2-й Хуторской улицей, Дмитровским проездом, Бутырской улицей и улицей Костякова